# Ulalume

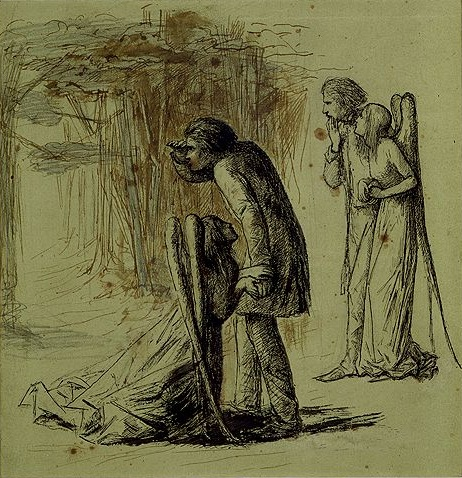
Edgar Allan Poe: Ulalume – Zeitgenössische Illustration von Dante Gabriel Rossetti (1828–1882)

Ulalume ist eine Ballade des amerikanischen Schriftstellers Edgar Allan Poe, die er wahrscheinlich nach dem Tode seiner Frau Virginia im Januar 1847 im Sommer dieses Jahres verfasst hat. Erstveröffentlicht wurde das Gedicht in der Dezember-Ausgabe 1847 von The American Review.
Aus heutiger literaturwissenschaftlicher bzw. literaturkritischer Sicht zählt diese Ballade zu den herausragenden Gedichten Poes. Werkhistorisch fällt sie in seine letzte lyrische Schaffensphase, in der er sich wieder verstärkt der Verskunst zuwandte, nachdem er mit der Veröffentlichung von The Raven 1845 einen neuen Anfang gesetzt und in The Philosophy of Composition 1846 seine dichtungstheoretischen Vorstellungen präzisiert hatte.
Wie beispielsweise in The Raven oder Ligeia und anderen lyrischen bzw. epischen Werken Poes geht es auch in Ulalume um die zentrale Thematik der Bewältigung des schmerzhaften Verlustes der verstorbenen wunderschönen Geliebten des Erzählers oder Sprechers.
In dieser Ballade versucht der gramgebeugte lyrische Erzähler in einer einsamen, gespenstisch-düsteren Herbstnacht nach dem Tod seiner geliebten Frau auf einem mitternächtlichen Spaziergang Erlösung von seinem Kummer und Schmerz zu finden durch die Inspiration und Beschwörung einer neuen Liebe. Während er innerlich Zwiesprache mit Psyche, seiner Seele, hält, zieht es ihn jedoch unbewusst zurück an das Grab der Verstorbenen.
Die Erinnerung an die tote Geliebte bleibt für den Erzähler unauslöschlich und kann auch nicht durch die Imagination einer neuen sinnlich-erotischen Liebesbeziehung verdrängt werden.

## Deutungsansatz

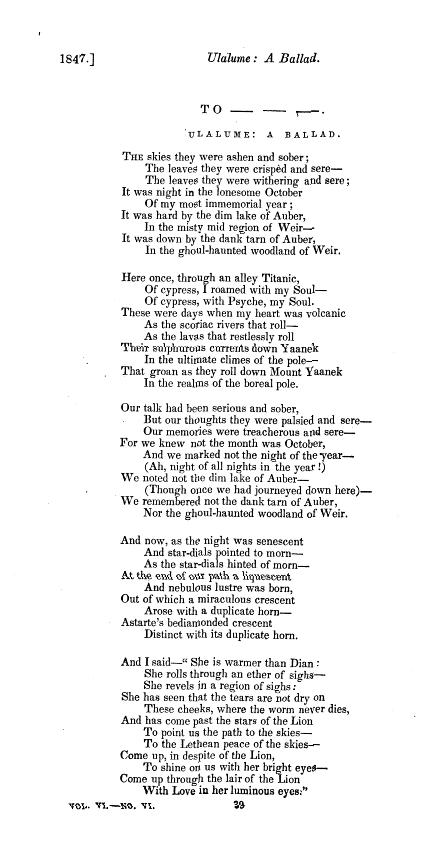
Erstabdruck von „Ulalume“ in „The American Review“ 1847

Bereits in der ersten Strophe führt der Sprecher der Ballade den impliziten Zuhörer in eine phantastische, gespenstisch-düstere Welt ein, die seiner eigenen tatsächlichen Wirklichkeit weit entrückt ist.
Die vom Dichter bewusst wirkungsvoll eingesetzte Wort- und Lautwahl dient dem suggestiven Aufbau einer unheimlichen Atmosphäre, die den Leser gleichsam mit den klassischen allegorischen und theatralischen Bestandteilen einer romantischen Schauergeschichte schon zu Beginn in ihren Bann zieht.
Gleichzeitig verweist die Namensgebung des Ortes auf eine imaginäre Landschaft in der poetischen Vorstellungskraft des lyrischen Erzählers.
Der Name des Sees deutet auf Daniel-François-Esprit Auber, dessen Ballett Le Lac des Fées zur Zeit der Entstehung des Gedichts in New York erfolgreich aufgeführt wurde. In der Bezeichnung des Waldlandes verwendet Poe den Namen von Robert Walter Weir, der zu Poes Lebzeiten als Maler wild romantischer Szenen und Motive der Hudsonlandschaft berühmt war.
Der in den folgenden Strophen geschilderte Vorgang in dieser einsamen wolkenverhangenen Herbstnacht („The skies were ashen and sobre; […] It was night in the lonesome Octobre“) wird in der traditionellen Form eines Zwiegesprächs des Sprechers mit seiner Seele (Psyche) entfaltet. In diesem inneren Dialog versucht der Erzähler, seiner eigenen aufgewühlten Stimmung und Erregung seines Herzens („My heart was volcanic“) Herr zu werden.
Der Sprecher (und mit ihm der Dichter) lässt sich zunächst faszinieren von der gegen Morgen am Himmel aufsteigenden Astarte, der Mond- und Liebesgöttin, die ihm Frieden („Lithean peace of the skies“) und Liebe zu versprechen scheint. Ein Vergleich mit der keuschen jungfräulichen Göttin Diana in der römischen oder Artemis in der griechischen Mythologie betont zugleich die aufkeimende Hoffnung des lyrischen Ich auf Trost durch eine neue erotische Beziehung („She is warmer than Dian“).
In dem Zwiegespräch mit der Seele misstraut diese jedoch dem Stern Astartes („Her pallor I strangely mistrust“). In Form einer verzweifelten Frage („Ah, what demon has tempted me here“) muss der Sprecher in der letzten Strophe des Gedichtes schließlich erkennen, dass dieser Stern, der anfangs Erlösung von seinem Schmerz zu verkünden schien, nur ein Trugbild war, das die Leichengeister („This ghoul-haunted woodland of Weir“) am Himmel erscheinen ließen, um ihn zu täuschen.
Astartes Verheißung, in neuer sinnlicher Liebe („love in her luminous eyes“) Trost und Vergessen zu finden, erweist sich als unerfüllbar, wie der Sprecher am Ende erneut qualvoll bekunden muss („Then my heart it grew ashen and sober“). Die schmerzhafte Erinnerung an die verstorbene Geliebte lässt sich weder in der Wirklichkeit noch in der Phantasie auslöschen („”Tis the vault of thy lost Ulalume […] dread burden down here“).
Die strahlende Erscheinung Astartes verbleibt damit entgegen aller Hoffnung („Its sybillic splendor is beaming With Hope and in Beauty to-night“) am Schluss der Ballade antiklimaktisch in der weit entrückten Sphäre der Sternenbilder („miraculous crescent […] has come past the stars of the Lion“) und eines fernen Planeten, von dem es heißt, dass er „sündhaft aus der Hölle der planetaren Seelen funkele“ („This sinfully scintillant planet From the hell of the planetary souls“). Dieses sündhafte Funkeln deutet nicht nur auf die Verführung zu sinnlicher Liebe, sondern kann ebenso auf das Vortäuschen einer Erfüllung bezogen werden, die im irdischen Leben nicht zu realisieren ist.
In einer solchen Deutung zeigt sich dem Leser, „der sich auf die Faszination der Atmosphäre eingelassen hat“, am Ende „gewissermaßen mit dem Dichter zwar nicht der Illusionscharakter der im Gedicht beschworenen Welt insgesamt, doch der in ihr verheißenen Erfüllung.“ Das Wissen um die Künstlichkeit der von dem Sprecher des Gedichtes heraufbeschworenen (Phantasie-)Welt bestätigt Link zufolge gleichermaßen den Zweifel an der Gültigkeit einer solchen Verheißung.

## Bedeutung des Titels
Der Name Ulalumes kann als eine Anpassung des lateinischen Verbs „ululare“ (dt. „wehklagen“) an die Reimwörter „gloom“ (dt. „Düsterheit, Hoffnungslosigkeit“) und „tomb“ (dt. „Grab, Gruft“) verstanden werden. Ulalume drückt damit die Klage des Dichters aus, die er schon 1831 in Israfel äußerte, dass er sich „als Irdischer nicht in die Höhe des Himmels zu erheben und so schön wie der Engel dort zu singen vermag.“ Vokalisch reimt sich ume ebenfalls in dem Gedicht mit ghoul (dt. Ghul). Vereinzelt wird in der Deutung auch auf Parallelen zu dem türkischen Wort Ula für „tot“ und lateinisch lumen für Licht hingewiesen; Ulalume könnte in dieser Lesart als Todeslicht verstanden werden.

## Poetische Gestaltungsform
Poes Ballade wird nicht nur durch die Begegnung mit dem Grab der verstorbenen Geliebten zum Klagegedicht. Bereits in den ersten Zeilen der Anfangsstrophe von Ulalume erscheint die Atmosphäre als düster und gespenstisch. Durch die Wiederholung der gleichen Reimworte in der dritten Strophe wird diese atmosphärische Düsterheit und Unheimlichkeit weiter intensiviert. Ebenso bestimmen dunkle Reimworte das Klangmuster in der neunten Strophe, in der von dem Wiedererwachen der zuvor verblichenen Erinnerung berichtet wird. Auf diese Weise wird die schließliche Enttäuschung am Ende der Ballade vorweggenommen.
Durch die Konstanz des metrischen Schemas über alle Strophen hinweg wird die mit ihm assoziierte trübsinnige bzw. schauderige Stimmung zum prägenden Hintergrund, der auch während des vorübergehenden Aufflackerns der Hoffnung vorausweisend deren Unerfüllbarbeit ankündigt.
Mit Hilfe der Wiederholung in der klanglichen Gestaltung erhalten die einzelnen Strophen und Zeilen des Gedichtes, deren Länge zwischen neun und dreizehn Zeilen variiert, eine besondere Eindringlichkeit: Zumeist finden sich nur jeweils zwei Reime, ein starker und ein schwacher; zudem wiederholen sich mehrfach feste syntaktische Muster, überwiegend mit dem gleichen lexikalischen Inhalt. Eine weitere Intensivierung wird dadurch erreicht, dass sich die Wiederholung an den Höhepunkten des Vorgangs steigert und so in den Strophen fünf, sieben und neun zu einer größeren Strophenlänge führt. Die Strophen eins, drei und neun werden durch die Reime auf /ou/ und /u/ verbunden, während die beiden Strophen, in denen der lyrische Erzähler seine Hoffnung auf Erlösung durch den Stern äußert, durch den Reim /ai/ verknüpft werden.
Der Zweifel, den Psyche zum Ausdruck bringt, wird in den Strophen sechs und acht durch die kurzen Reimlaute akzentuiert, ebenso wie das vokalische /u/ als Reimlaut im Zusammenhang mit dem Auffinden des Grabes von Ulalume verwendet wird. Der bevorzugte Einsatz einer beschränkten Anzahl sich wiederholender langer und kurzer Vokale trägt darüber hinaus zur klanglichen Intensität dieser Ballade Poes bei, die sich in besonderer Weise zur Rezitation eignet und damit der Anregung durch einen Besucher Poes folgte, ein Gedicht für einen mündlichen Vortrag zu schreiben.

## Wirkungsgeschichte

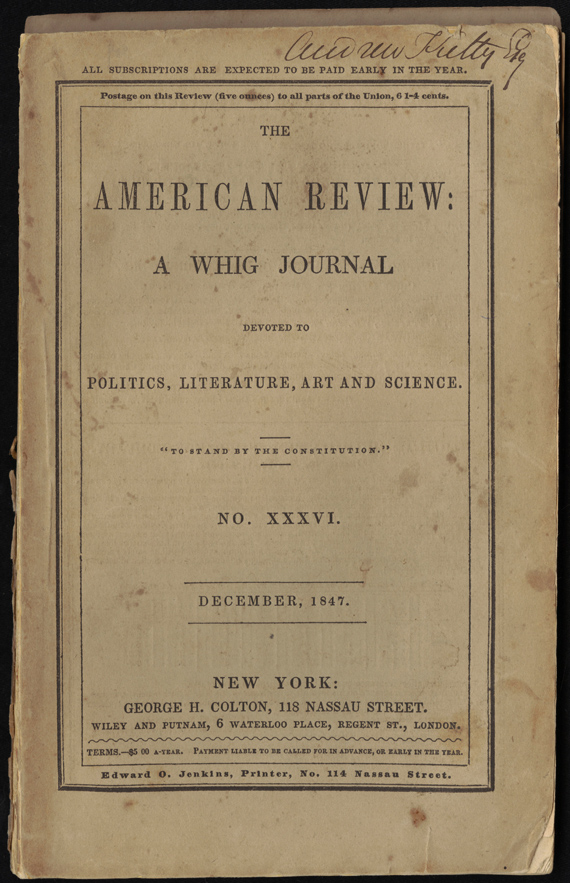
Titelblatt der Dezember-Ausgabe 1847 von The American Review (Erstveröffentlichung von Ulalume)

Ulalume wurde lange Zeit vor allem von einflussreichen amerikanischen Literaturwissenschaftlern und Literaturkritikern, die ideologisch zumeist in der Tradition von Emerson und Whitman sowie des Ansatzes des New Criticism standen und Poe dementsprechend als „minor poet“ (dt. etwa „unbedeutender Dichter“) ansahen, ignoriert bzw. nicht ernst genommen und vernichtend kritisiert. So wurde das Gedicht beispielsweise als „a flagrant example of cheap mystification“ (dt. etwa „ein offenkundiges Beispiel billiger Mystifizierung“) oder als „prime example of Poe‘s obscurantism“ (dt. etwa „vortreffliches Beispiel des Obskurantismus Poes“) betrachtet.
Auch Cleanth Brooks und Robert Penn Warren übernahmen in ihrer Interpretation von Ulalume in ihrem Standardwerk „Understanding Poetry“ (1943) diese Wertung, Poes Gedicht sei mystifizierend („rather disorderly use of suggestion“) und löse beim Leser nur wie in einer romantischen Horrorgeschichte „a kind of shudder of supranatural mystery and horror“ (dt. etwa „eine Art von Schaudern über ein übernatürliches Geheimnis und Entsetzen“) aus. Nach ihrer Auffassung, die allerdings – wie die spätere Forschung zeigte – auf einem Missverständnis bzw. einer Fehldeutung der poetologischen Äußerungen Poes beruhte – erwarte Poe vom Leser in seinen Gedichten eh nur eine flüchtige, oberflächliche Lektüre.
Zuvor hatte bereits Aldous Huxley Poes Ballade einer vernichtenden Kritik unterzogen und sie als „mystifizierenden“ und „vulgären“ Text bezeichnet, der „einem Gedicht nicht gerecht werde“ („failed to measure up as a poem“).
In der europäischen wie auch der jüngeren amerikanischen Rezeptionsgeschichte wurde dagegen nahezu einvernehmlich der tiefergehende symbolische Bedeutungsgehalt bzw. Verweischarakter ebenso wie der hohe ästhetisch-künstlerische Wert von Ulalume betont und diese Ballade zu Poes bedeutendsten Werken gezählt.
Verschiedene Elemente in Ulalume legen ebenfalls einen Vergleich mit anderen Gedichten Poes nahe. So erinnern einzelne Zeilen in Ulalume an Al Aaraaf (1829) aus seiner frühen Schaffensphase. Hier erscheint der Komet Al Aaraaf als ein Bereich der Imagination, in dem die Seelen „in Betrachtung der Schönheit jenseits von Gut und Böse Frieden finden“. In Eulalie stellt Poe gleichfalls eine Verbindung von Astarte und der Vision einer Erfüllung in der sinnlichen Liebe her.
Steht das Gedicht als solches zunächst für die Klage um den Tod einer geliebten Frau, der eine Hoffnung auf Erfüllung in einer neuen Liebesbeziehung und auf Seelenfrieden im Vergessen hinfällig werden lässt, so kann die Ballade im Gesamtschaffen Poes auch allgemeiner als Ausdruck der Trauer über die Unerreichbarkeit einer derartigen Erfüllung im diesseitigen Leben bzw. in der diesseitigen Realität gelesen werden. Wie Link in seiner Deutung hervorhebt, gewinnt Ulalume nur Gestalt “im Klagegesang des Dichters, der die Möglichkeit der Erfüllung in einer anderen Welt als Trugbild heraufbeschwört.”
Literaturgeschichtlich ist dieses Gedicht Poes charakteristisch für die Dichtung zwischen Romantik und Moderne, insofern es exemplarisch aufzeigt, wie eine durch die Vorstellungskraft geschaffene Welt mit der Wirklichkeit dieser Welt nicht zu vereinbaren ist, da der Dichter einzig eine Welt in seiner Einbildungskraft erschaffen kann, deren Künstlichkeit oder Illusionscharakter ihm bewusst ist.
In F. Scott Fitzgeralds Roman Diesseits vom Paradies (engl. This Side of Paradise, 1920) finden sich intertextuelle Bezüge zu Poes Ballade. Der Protagonist Amory Blaine entwickelt während eines Aufenthalts in Maryland die Gewohnheit, auf seinen Wanderungen durch die Landschaft Ulalume zu rezitieren. Dabei begegnet er Eleanor Savage, deren Name seinerseits eine weitere Anspielung auf Poes Erzählung Eleonora enthält. Während eines Gewittersturms bietet Eleonor ihm bei einer erneuten Rezitation des Gedichts an, die Rolle der Psyche aus dieser Ballade Poes zu spielen.

## Adaptionen
Auf der Grundlage von Poes Ballade entstand vermutlich 1903 die im folgenden Jahr veröffentlichte symphonische Partitur Ulalume, Op.35 von Joseph Holbrooke.
Eine Rezitation von Ulalume des amerikanischen Sängers Jeff Buckley erschien im Dezember 1997 wenige Monate nach Buckleys Tod als Beitrag zu den gesammelten Aufnahmen von Gedichten und Erzählungen Poes auf dem als Doppel-CD veröffentlichten Tributealbum Closed on Account of Rabies, das von Hal Willner in Zusammenarbeit mit verschiedenen Künstlern produziert wurde.

## Text der Ballade
| Ulalume – A Ballad (Originaltext, 1847) | Übertragung von Hedwig Lachmann (1891) |
| --- | --- |
| The skies they were ashen and sober; The leaves they were crisped and sere— The leaves they were withering and sere; It was night in the lonesome October Of my most immemorial year; It was hard by the dim lake of Auber, In the misty mid region of Weir— It was down by the dank tarn of Auber, In the ghoul-haunted woodland of Weir. | Die Wolken thürmten sich mächtig, Die Blätter waren verdorrt, Sie waren kraus und verdorrt, Es war Oktober und nächtig An einem unseligen Ort. Es war nahe dem bleiernen Wasser, Das da so verschlafen steht, Am Hain, wo des Nachts sich ein blasser, Hohläugiger Schwarm ergeht. |
| Here once, through an alley Titanic, Of cypress, I roamed with my Soul— Of cypress, with Psyche, my Soul. These were days when my heart was volcanic As the scoriac rivers that roll— As the lavas that restlessly roll Their sulphurous currents down Yaanek In the ultimate climes of the pole— That groan as they roll down Mount Yaanek In the realms of the boreal pole. | Die Gegend schroff und titanisch, Durchstreift’ ich mit Psyche allein, Meiner Seele, Psyche, allein, Zur Zeit, da mein Herz noch vulkanisch, Wie die Berge, die rastlos spei’n, Die Feuerströme ausspei’n, Wie der Berg am Nordpol, der kreißend Ein flammendes Meer gebiert, Das sich gewaltsam und reißend Hinunterstürzt und verliert, Hinunterwälzt und verliert. |
| Our talk had been serious and sober, But our thoughts they were palsied and sere— Our memories were treacherous and sere— For we knew not the month was October, And we marked not the night of the year— (Ah, night of all nights in the year!) We noted not the dim lake of Auber— (Though once we had journeyed down here)— Remembered not the dank tarn of Auber, Nor the ghoul-haunted woodland of Weir. | Unsre Rede war ernst und gemessen, Die Gedanken welk und verdorrt, Die Gedanken lahm und verdorrt. Das Gedächtniß war pflichtvergessen, Denn es mahnte uns nicht an den Ort, An die Zeit nicht, und nicht an den Ort. Wir ahnten nicht Ort und nicht Stunde Und nicht den Monat im Jahr, Den unsel’gen Monat im Jahr, Daß es nahe dem heimlichen Grunde Und dem bleiernen Wasser war. |
| And now, as the night was senescent And star-dials pointed to morn— As the star-dials hinted of morn— At the end of our path a liquescent And nebulous lustre was born, Out of which a miraculous crescent Arose with a duplicate horn— Astarte's bediamonded crescent Distinct with its duplicate horn. | Und da nun die Nacht sich neigte Und der Zeiger der Sternenuhr, Der himmlischen Sternenuhr Dem Tag zustrebte, da zeigte Sich ein nebliger Schein am Azur. Und diesem weißlichen, zarten Duftschleier entschwebte zuletzt Das Diadem von Astarten Mit Diamanten besetzt. |
| And I said—"She is warmer than Dian: She rolls through an ether of sighs— She revels in a region of sighs: She has seen that the tears are not dry on These cheeks, where the worm never dies, And has come past the stars of the Lion To point us the path to the skies— To the Lethean peace of the skies— Come up, in despite of the Lion, To shine on us with her bright eyes— Come up through the lair of the Lion, With love in her luminous eyes."                                                              | Und ich sprach: Sie ist wärmer und milder Als die keusche Schwester Apoll’s, Die flinke Schwester Apoll’s. Diana ist feuriger, wilder, Doch innerlich kühl und stolz. Sie aber wandelt durch Sphären Von Seufzern und wirft ihr Licht, Ihr sanftes, freundliches Licht Auf die nimmer trocknenden Zähren Im gramvollen Erdengesicht. Und kommt durch das Sternbild des Löwen Und weist uns den Weg zum Glück, Den Weg durch Lethe zum Glück Und kommt durch die Höhle des Löwen, Erwärmt uns mit ihrem Blick, Mit ihrem liebenden Blick. |
| But Psyche, uplifting her finger, Said—"Sadly this star I mistrust— Her pallor I strangely mistrust: — Oh, hasten!—oh, let us not linger! Oh, fly!—let us fly!—for we must." In terror she spoke, letting sink her Wings until they trailed in the dust— In agony sobbed, letting sink her Plumes till they trailed in the dust— Till they sorrowfully trailed in the dust. | Da sah ich Psyche erschaudern. Sie sprach: Ich trau’ ihr nicht, Ich trau’ dieser Blässe nicht. O komm, o laß’ uns nicht zaudern, Ich fürchte dies weiße Licht, Dies weiße, flackernde Licht. Eine Angst, unbeschreiblich, unsäglich Durchbebte sie, während sie sprach, Während so hastig sie sprach, Sie schluchzte und schleppte kläglich Ihre Schwingen am Boden nach, Die Schwingen im Staube nach. |
| I replied—"This is nothing but dreaming: Let us on by this tremulous light! Let us bathe in this crystalline light! Its Sybilic splendor is beaming With Hope and in Beauty to-night:— See!—it flickers up the sky through the night! Ah, we safely may trust to its gleaming, And be sure it will lead us aright— We safely may trust to a gleaming That cannot but guide us aright, Since it flickers up to Heaven through the night."                                                                               | Ich erwiderte: Du siehst Gespenster, Laß uns tauchen in dieses Meer, Dies krystallene, leuchtende Meer, Sein Raum ist ein unbegrenzter, Sieh nur, hin wogt es und her, Es zittert und wogt hin und her, Es strahlt und fluthet im Blauen Mit wahrhaft sybillischer Pracht, Glaub’ nur, wir dürfen ihm trauen, Es leuchtet uns durch die Nacht, Wir dürfen dem Wegweiser trauen, Denn er leuchtet zu Gott durch die Nacht. |
| Thus I pacified Psyche and kissed her, And tempted her out of her gloom— And conquered her scruples and gloom; And we passed to the end of the vista, But were stopped by the door of a tomb— By the door of a legended tomb; And I said—"What is written, sweet sister, On the door of this legended tomb?" She replied—"Ulalume—Ulalume— 'Tis the vault of thy lost Ulalume!" | So suchte ich sie zu beschwicht’gen Und küßte sie brüderlich warm, Ich küßte sie zärtlich und warm, Und ich sah ihre Angst sich verflücht’gen Und wir eilten voran Arm in Arm. Durch dunkle Cypressenalleeen Und athmeten ihren Duft – Da blieben wir plötzlich stehen Vor der Thüre zu einer Gruft, Zu einer mystischen Gruft. Und ich sprach: Was sagt dieser stumme, Bedeutsame Mund von Stein? Da erwiderte sie: Ulalume – Hier ruht Ulalumens Gebein, Deiner Ulalume Gebein. –                                                      |
| Then my heart it grew ashen and sober As the leaves that were crisped and sere— As the leaves that were withering and sere, And I cried—"It was surely October On this very night of last year That I journeyed—I journeyed down here— That I brought a dread burden down here— On this night of all nights in the year, Ah, what demon has tempted me here? Well I know, now, this dim lake of Auber— This misty mid region of Weir— Well I know, now, this dank tarn of Auber, This ghoul-haunted woodland of Weir." | Da ward stumpf mein Herz und ohnmächtig, Und wie die Blätter verdorrt, Wie die Blätter welk und verdorrt. Ja, Oktober war es und nächtig, Rief ich aus und an diesem Ort, Ich erkenne deutlich den Ort. Am Teich erging sich ein blasser, Hohläugiger, grinsender Schwarm, Und ich irrte an diesem Wasser Eine schaurige Bürde im Arm, Ein kalte Bürde im Arm. – Die Wolken thürmten sich mächtig, Die Blätter waren verdorrt. Es war Oktober und nächtig An einem unseligen Ort.                                                        |
| Said we, then—the two, then—„Ah, can it Have been that the woodlandish ghouls- The pitiful, the merciful ghouls— To bar up our way and to ban it From the secret that lies in these wolds From the thing that lies hidden in the wolds Have drawn up the spectre of a planet From the limbo of lunary souls— This sinfully scintillant planet From the hell of the planetary souls?“ | |

## Sekundärliteratur
- Eric W. Carlson: Edgar Allan Poe: Ulalume – A Ballad. In: Martin Christadler (Hrsg.): Die amerikanische Lyrik. Wissenschaftliche Buchgesellschaft, Darmstadt 1972, ISBN 3-534-04760-5, S. 1–20.
- Franz H. Link: Edgar Allan Poe · Ulalume – A Ballad. In: Klaus Lubbers (Hrsg.): Die amerikanische Lyrik – Von der Kolonialzeit bis zur Gegenwart. Bagel Verlag, Düsseldorf 1974, ISBN 3-513-02215 - 8, S. 103–114.